# Hastersby, Nilsby och Siggerud
Hastersby, Nilsby och Siggerud var en av SCB avgränsad och namnsatt småort i Kils kommun, Värmlands län. Den omfattade bebyggelse i de tre byarna i Stora Kils socken. 2010 har området förlorat sin status som småort och det finns då inte längre någon bebyggelseenhet med detta namn